# (29458) Pearson
(29458) Pearson ist ein Asteroid des Hauptgürtels, der am 30. September 1997 vom italoamerikanischen Astronomen Paul G. Comba am Prescott-Observatorium (IAU-Code 684) in Arizona entdeckt wurde.
Benannt wurde der Asteroid nach dem britischen Mathematiker und Professor am University College London Karl Pearson (1857–1936), der durch seine Definition des Korrelationskoeffizienten (Pearson-Korrelation) zur Theorie der Statistik beitrug.